# Archaeocytes
Ne doit pas être confondu avec Archaeocyatha.
Les archaeocytes (ou archéocytes)(du grec archaios "commençant" et kytos "vaisseau creux") (à ne pas confondre avec les Archaeocyatha qui vécurent du début du Cambrien jusqu'à la fin de la faune de Burgess), sont des cellules-souches présentes chez les Porifères qui ont la capacité de se différencier en cellules spécialisées (choanocytes, porocytes, pinacocytes…).
Situées dans le mésohyle, ils constituent l'une des synapomorphies des Porifères. Dans le cas de la reproduction sexuée, ce sont ces cellules-souches qui peuvent se différencier en gamètes femelles.